# Vampire money
«Vampire money» es una canción de garage rock de la banda estadounidense My Chemical Romance. Es la decimoquinta y última pista de su álbum Danger days: the true lives of the Fabulous Killjoys, publicado en 2010. La canción fue escrita por la banda alrededor de una hora y media antes de su grabación; la versión final de la canción fue grabada en vivo, y corresponde a la «tercera o cuarta toma» que hicieron, según han declarado.
La revista Spin sostiene que esta es una canción de carga fuerte, con un riff que recuerda a «Pump it up» de Elvis Costello. La banda ha dicho que la canción consiste en «energía pura de punk rock», y que los influyeron músicos como «Chuck Berry, Jerry Lee Lewis e incluso los creadores del punk».
«Vampire money» fue creada después de que la banda rechazara las ofertas para contribuir con la banda sonora de la película Luna nueva, de la saga Crepúsculo. Ray Toro, guitarrista del grupo, dijo: «Simplemente continuamos diciendo “No, no, no”. Gerard escribió esas letras como diciendo “Si quieren una canción para la película, va a ser así”». El término vampire money (dinero vampírico) surgió cuando estaban en una entrevista y una persona les preguntó si iban a querer un poco de ese «dinero vampírico» que todo el mundo quiere. «Así que la canción trata de eso. Creo que las canciones para bandas sonoras pueden ser geniales, pero la verdad no nos convenció la película. Personalmente no la disfrutamos, pero eso no es decir que es mala». Algunas referencias en la letra a la película son: «Sparkle like Bowie in the morning sun», hacia la piel de los vampiros de la película; «Drive a Volvo car», hacia el auto del vampiro protagonista de la película.
El vocalista Gerard Way ha manifestado que los comentarios que hacen al comienzo de la canción son una emulación de la canción «Ballroom blitz», de la banda glam británica Sweet, canción en la que «rompen completamente la cuarta pared». Además, ha expresado que la canción es para ellos «como los créditos finales» del álbum.